# Salicylaldehyde
Salicylaldehyde is een organische verbinding met als brutoformule C7H6O2. De zuivere stof komt voor als een gelige vloeistof met een kenmerkende aromatische geur, die slecht oplosbaar is in water. Salicylaldehyde komt van nature uit voor in een aantal planten. Ze wordt tegenwoordig als geurstof gebruikt in zowel de farmaceutische, als de chemische industrie. De geur van de stof wordt omschreven als amandelachtig bij hogere concentraties. Bij lagere concentraties wordt de geur omschreven als die van boekweit.

## Geschiedenis
Rond 1838 slaagde de Zwitserse apotheker Johann Pagenstecher erin salicylaldehyde uit Spirea te isoleren, wat toen een van de aanleidingen tot de ontdekking van salicylzuur als pijnstiller was.

## Voorkomen
Een aantal insecten zijn in staat het in hun waardplanten voorkomende salicine om te zetten tot salicylaldehyde in speciale klieren. De sterke geur van de verbinding wordt als chemisch wapen gebruikt tegen roofvijanden van de bladhaantjes.

## Synthese
De eerste syntheses van salicylaldehyde waren gebaseerd op de Reimer-Tiemann-reactie, uitgaande van fenol en chloroform in aanwezigheid van natrium- of kaliumhydroxide:
Tegenwoordig wordt als variant op deze reactie een fase-transfer-katalysator toegevoegd.

## Reacties en toepassingen
In de organische synthese vormt salicylaldehyde de uitgangsstof voor verschillende groepen stoffen, waaronder catechol, benzofuraan, salicylaldehydimine en 3-carbethoxycoumarine.
In de kwalitatieve klinische chemie wordt salicylaldehyde als 10% oplossing in ethanol toegepast als reagens voor het aantonen van ketonen in bijvoorbeeld urine.
Als aromatisch aldehyde vormt salicylaldehyde het uitgangspunt voor de bereiding van een groot aantal complexerende reagentia, waarvan er een aantal ook commercieel interessant zijn:
- Met ethyleendiamine wordt het salenligand gevormd
- Met hydroxylamine wordt salicylaldoxime gevormd
- Condensatie met di-ethylmalonaat geeft derivaten ven de heterocyclische coumarinen[7]
- De Williamson-ethersynthese met chloorazijnzuur gevolgd door ringsluiting levert benzofuraan[8]

De reactie met waterstofperoxide leidt tot vorming van catechol.

## Toxicologie en veiligheid
Salicylaldehyde is een contactallergeen. Contact met de ogen kan leiden tot irritatie.